# Brunavas pagasts
Brunavas pagasts er en territorial enhed i Bauskas novads i Letland. Pagasten havde 1.661 indbyggere i 2010 og omfatter et areal på 111,62 kvadratkilometer. Hovedbyen i pagasten er Ērgļi.